# Ghetoul venețian

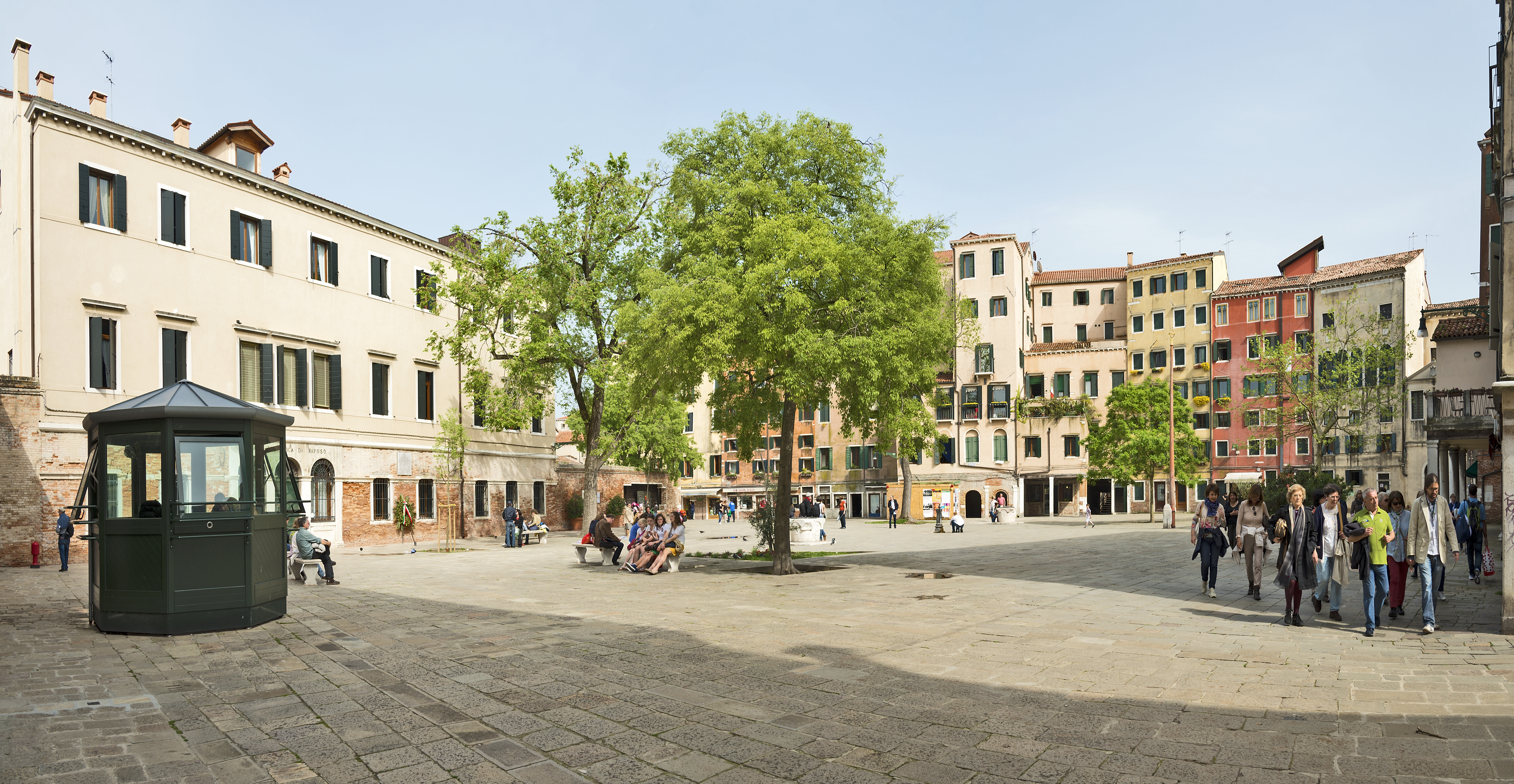
Ghetoul venețian

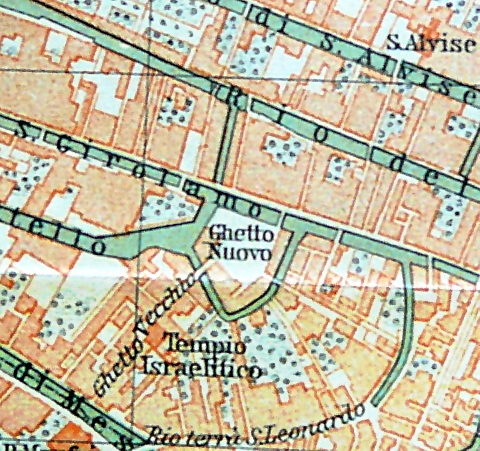
Insula Ghetto

Insula Ghetto aparține de orașul Veneția și este amplasată în Sestiere Cannaregio. Ea a fost un teritoriu închis, unde au locuit evreii din Veneția, începând cu secolul XVI până în anul 1796, când evreii s-au răsculat în timpul lui Napoleon.
De aici provine numele de ghetou, termen care a fost preluat și folosit și pentru lagăre de regimul nazist.
Evreii din Veneția au locuit până la sfârșitul perioadei Republicii Venețiene pe un teritoriu restrâns, fiind izolați de restul populației orașului, însă protejați de statul venețian. Ei s-au refugiat aici din țările creștine din Europa de Vest unde erau supuși la impozite mari și erau urmăriți de inchiziție. Pe o suprafață de 3 ha. locuiau în anul 1552, 900 de evrei, iar în anul 1611 pe aceeași suprafață locuiau 5.500.